# Gastón (Disney)
Gastón es un personaje ficticio de la película de animación de Walt Disney Pictures La Bella y la Bestia (1991). Interpretado por el actor y cantante estadounidense Richard White, Gastón es un cazador arrogante y despiadado cuyos sentimientos no correspondidos por la intelectual Bella le llevan a asesinar a su adversario, la Bestia, cuando se da cuenta de que ella le quiere a él. Gastón es el papel secundario de la Bestia, que antes de su transformación era tan vanidoso como él.
Gastón es un personaje original de Disney, ya que no está presente en el cuento La Bella y la Bestia de Jeanne-Marie Leprince de Beaumont en el que se basa la película de 1991. Imaginado por la guionista Linda Woolverton, que basó el personaje en los exnovios con los que salió en su pasado, Gastón fue desarrollado específicamente para la adaptación de Disney de La Bella y la Bestia porque el estudio consideró que la película podría beneficiarse de un villano fuerte, que falta en el cuento de hadas original. A medida que el personaje pasa de ser un aristócrata no amenazador a un hombre arrogante que busca implacablemente la mano de Bella en matrimonio, Gastón acaba sustituyendo a una pariente femenina de Bella que los cineastas habían creado originalmente para servir como villana de la película.
En contraste directo con su adversario la Bestia, Gastón es representado como físicamente guapo con una personalidad poco atractiva, encarnando tanto física como emocionalmente la hipermasculinidad. Tanto Disney como el animador Andreas Deja se enfrentaron inicialmente al concepto de animar a un villano guapo, algo que nunca antes había intentado el estudio. En última instancia, Deja basó el aspecto de Gastón en el de guapos actores de telenovelas para crear una versión grotesca de su arquetipo el príncipe azul, mientras que White incorporó al personaje algunos de sus manierismos operísticos.
En general, Gastón ha sido recibido positivamente por la crítica cinematográfica, ya que su falta de "poder mágico o influencia política" hace que su villanía tienda a resonar con el público, que a menudo identifica a alguien similar a él en la vida real, aunque los críticos lo consideran un villano menos memorable que algunos de los anteriores esfuerzos del estudio. Considerado uno de los villanos más famosos de Disney, Gastón figura con frecuencia entre los diez primeros villanos de Disney en las clasificaciones que publican varios medios de comunicación.

## Desarrollo

### Concepción y redacción
Gastón es uno de los elementos exclusivos de la adaptación animada de Disney del cuento La Bella y la Bestia, escrito por Jeanne-Marie Leprince de Beaumont. Bajo la dirección de Richard y Jill Purdum, Gastón parecía originalmente un "aristócrata elegante", en contraposición al cazador fuerte y arrogante en el que acabaría convirtiéndose; The Huffington Post describió los primeros borradores de Gastón como "un personaje comadreja y enclenque". De hecho, Gastón fue concebido originalmente como un personaje más molesto que antagonista, mientras que el papel principal de villano correspondía a la tía de Bella, Margarita, que conspiraba para obligar a Bella a casarse con Gastón. Esta versión de Gastón fue abandonada junto con gran parte de los elementos del tratamiento cinematográfico original, incluida Margarita, a instancias del presidente de Disney, Jeffrey Katzenberg.

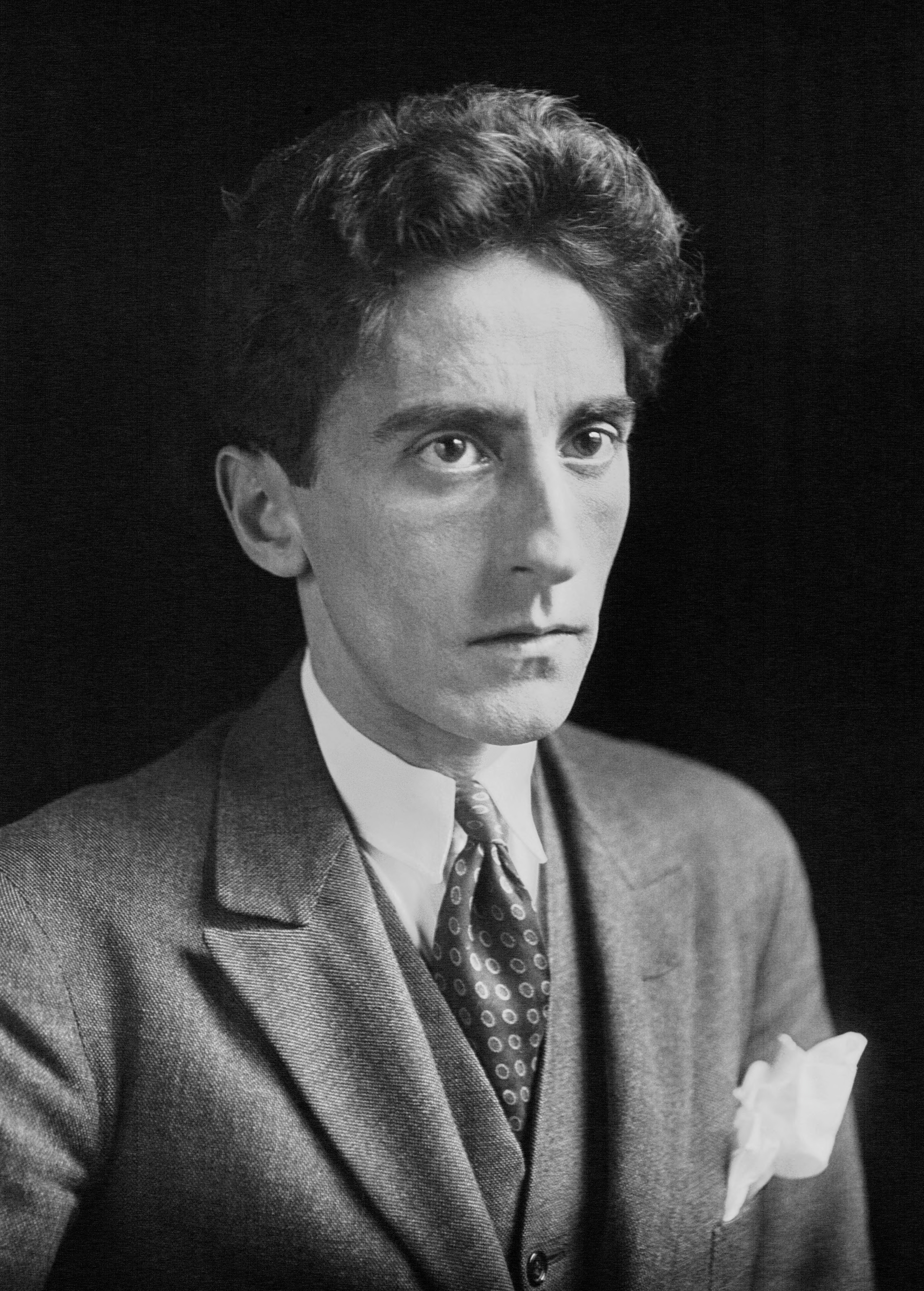
El cineasta francés Jean Cocteau, que creó el personaje de Avenant para su adaptación de acción real del cuento de hadas de 1946; un personaje que inspiraría al Gastón de Disney.

Después de que Katzenberg insistiera en que se revisara por completo el desarrollo de la película, el estudio decidió finalmente incorporar elementos de la adaptación cinematográfica del cuento de hadas realizada por el cineasta Jean Cocteau en 1946 a su propia versión de La Bella y la Bestia. Gastón, un personaje que no existe en el cuento original, fue uno de los varios elementos tomados prestados de la versión de acción real de la historia, basado en un personaje que el propio Cocteau había creado específicamente para su película: Avenant, interpretado por el actor francés Jean Marais, que también interpreta a la Bestia en un doble papel. Al igual que Cocteau con la incorporación de Avenant, Gastón fue creado para la adaptación animada porque Disney consideró que la historia podría beneficiarse de un villano legítimo, del que carece el texto original además de infundir a La Bella y la Bestia un elemento de peligro más prominente. Una vez eliminada Margarita, Gastón la sustituyó y acabó convirtiéndose en un villano más formidable. Thomas S. Hischak, autor de Musicals in Film: A Guide to the Genre, observó que el propio Gastón se había desarrollado como "un nuevo tipo de villano de Disney" porque se presenta como un individuo inofensivo y cómico que cambia gradualmente y evoluciona hasta convertirse en un personaje mucho más siniestro a medida que avanza la película. Con su apuesto villano y su heroína liberada, ambos convertidos en personajes multidimensionales, el argumento de La Bella y la Bestia empezó a consolidarse. Sin embargo, algunos cineastas siguieron discutiendo si Gastón era o no un villano lo bastante fuerte.
Además de eliminar a las hermanas de Bella, la guionista y creadora Linda Woolverton introdujo a Gastón como un "pretendiente testarudo" para la heroína, basando el personaje en novios con los que ella había salido en el pasado. Varios elementos más oscuros concebidos originalmente para la película fueron finalmente eliminados de la versión final, entre ellos la idea de que el propio Gastón visitara primero el manicomio en el que planea encarcelar a Maurice, el padre de Bella. Después de que Woolverton reescribiera a Bella para convertirla en una heroína Disney más liberada, los animadores se esforzaron por hacer realidad la visión del guionista y representaron brevemente al personaje metiendo a Gastón en un armario después de que éste le propusiera matrimonio, una idea que Woolverton rechazó enérgicamente y luchó para que se eliminara de la película en favor de que Bella rechazara la proposición de su pretendiente de una forma menos "perra". Durante la batalla culminante de Gastón y la Bestia, el personaje iba a gritar originalmente "¡Hora de morir!" a su oponente, pero los guionistas sustituyeron finalmente esta frase por "Bella es mía" para devolver parte del protagonismo de la escena a la heroína de la historia, por la que los dos hombres están luchando. Los guionistas también deliberaron brevemente sobre la posibilidad de que Gastón se suicidara una vez que se diera cuenta de que Bella nunca le amaría, pero esta idea también se descartó rápidamente. Se dibujaron pequeñas calaveras en los ojos de Gastón cuando desciende del castillo de la Bestia para confirmar que, de hecho, muere por su caída.

### Voz y animación
Disney organizó un casting abierto para el personaje, al que acudieron varios actores. Entre los actores que se presentaron al casting estaba Rupert Everett, a quien Disney decidió no contratar porque los cineastas consideraron que no sonaba lo bastante arrogante para dar voz a un personaje tan orgulloso; Everett acabaría interpretando al Príncipe azul, un personaje similar que aparece en la serie de películas de Shrek, aprovechando la crítica de no sonar lo bastante arrogante para interpretar a Gastón para asegurarse el papel, aunque los motivos y rasgos vengativos de Encantador se parecían más a los de Jafar (ya que sólo quería a Fiona para el trono y se apoderó de él de la misma manera). El actor y cantante de ópera estadounidense Richard White fue seleccionado para poner voz a Gastón. Su audición inicial se grabó primero en un casete, una copia de la cual se envió a Disney. En su debut en el largometraje, el actor recuerda que el letrista y productor ejecutivo Howard Ashman le guio para descubrir cómo debía poner voz a Gastón sin decirle exactamente cómo hacerlo, y describe la oportunidad de poner voz a un personaje como Gastón como "liberadora... catártica, en cierto modo". Aunque White no consideraba necesario "convertirse" físicamente en su personaje para ponerle voz, en retrospectiva, admite que actuó mucho más como Gastón durante las sesiones de grabación. Dave Kehr, del Chicago Tribune, comparó la "descarada" interpretación vocal de White con la del actor Howard Keel.

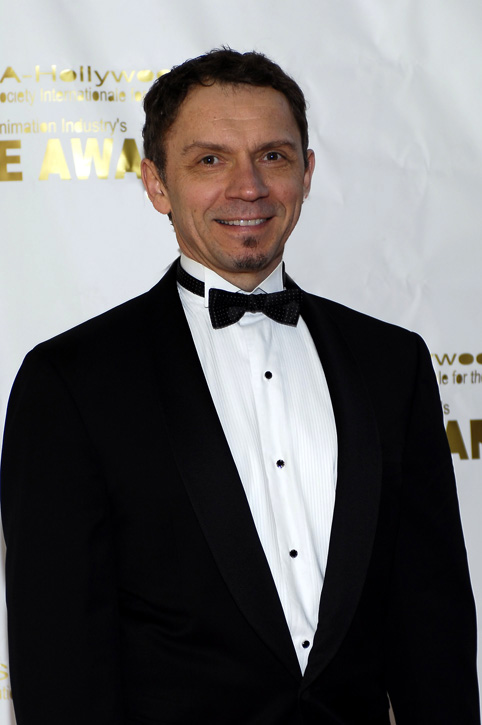
Gastón fue el primer villano que el animador supervisor Andreas Deja animó para Disney. Al principio, Deja tuvo dificultades para hacer realidad la visión del ejecutivo Jeffrey Katzenberg de un villano apuesto.

Andreas Deja fue el animador supervisor de Gastón. Siendo el primer villano al que Deja había sido asignado por Disney, el animador reconoció inmediatamente que Gastón era único en términos de villanos Disney porque no estaba diseñado para asustar tanto al héroe de la película como a la audiencia, como lo habían sido los anteriores villanos Disney. En el caso de Gastón, Deja afirma que los espectadores no son capaces de descifrar inmediatamente si el personaje es o no un antagonista basándose únicamente en su aspecto físico. White está de acuerdo en que Gastón es "engreído, por supuesto, pero no es reconociblemente villano" hasta que se exploran más a fondo sus opiniones y expectativas sobre Bella. Al principio, Deja tuvo problemas con la idea de diseñar un villano "extremadamente guapo", una instrucción específica que le dio Katzenberg, pero acabó entendiendo el concepto al estudiar los temas subyacentes de la película, como no juzgues un libro por su portada y las "apariencias engañosas".  Deja explicó: "Lo entendía desde el punto de vista de la historia, pero visualmente era difícil", y a veces discutía con Katzenberg sobre si el personaje era o no lo bastante guapo. Algunos ejecutivos de Disney también compartían las dudas iniciales de Deja sobre el aspecto del personaje. Al final, Deja superó sus deliberaciones sobre el aspecto del personaje modelando a Gastón basándose en guapos actores de telenovelas, una decisión creativa que Katzenberg aprobó, explicando al animador "la historia que intentamos contar aquí es no juzgues un libro por su portada, así que Gastón tiene que tener las cualidades opuestas a las de la Bestia... ¡nadie dijo que fuera a ser fácil!".
El casting de White influyó en última instancia en el diseño de Gastón; los animadores ajustaron la apariencia del personaje después de escuchar por primera vez la voz de cantante operística de White, haciendo que Gastón fuera igualmente operístico en sus movimientos, gestos y ademanes. Según White, los primeros diseños de Gastón parecían inicialmente "mucho más brutales" antes de que los animadores decidieran finalmente ir en una dirección "más bella", basando el personaje "en una versión grotesca" del personaje del Príncipe azul. Describiendo el proceso de diseño como una gran colaboración entre el actor y el animador, White grababa sus líneas mientras los animadores dibujaban su personaje, alternando una y otra vez durante varios meses. Este proceso permitió a los animadores incorporar la actuación de White en Gastón. Como White seguía actuando en Broadway mientras trabajaba en La Bella y la Bestia, Disney se adaptaría a su carrera en los escenarios contratando un estudio para trabajar dondequiera que se encontrara. White recuerda: "La experiencia es como la caja de arena de un actor. Estás en una habitación tú solo y te invitan a ser todo lo creativo que puedas. Cualquier cosa que puedas imaginar... ¡te la pueden dibujar!" En su libro Tradigital Animate CC: 12 Principles of Animation in Adobe Animate, el autor Stephen Brooks observó que el reto de Deja "era hacer saber (al público) que Gastón no es tan valiente como todo el mundo dice que es... pero también mantenerlo como una amenaza real y creíble", ya que, a pesar de todo, es un villano.
Tanto la personalidad como el aspecto físico de Gastón evolucionaron drásticamente durante la producción, que duró dos años y medio. Deja incorporó atributos físicos de varios villanos "clásicos" de Disney al diseño de Gastón, en concreto el pecho ancho y la mandíbula cuadrada del Capitán Garfio de Peter Pan (1953). Uno de los retos particulares de animar a un personaje de aspecto realista como Gastón era la dificultad de hacerle expresar ciertas emociones que no le dieran un aspecto demasiado "caricaturesco", pero al mismo tiempo intentar infundir "vida" a la interpretación del personaje. Las expresiones de Gastón eran exageradas hasta el punto de sobrepasar la normalidad, esencialmente "sobreactuadas". Deja recuerda que constantemente "caminaba sobre una fina línea dibujando y animando a Gastón de forma sutil, aunque también tenía que ser capaz de articular emociones como la arrogancia, la ira y la maldad". Para hacer de Gastón un personaje multidimensional, Deja trabajó para incorporar varias "expresiones como el sarcasmo, la amplitud y la expresividad, que el apuesto protagonista rara vez llega a mostrar". Según Simon Brew, de Den of Geek, Gastón está "animado con mucho cuidado, ya que habría sido fácil resbalar y permitirnos ver antes el lado menos jovial y más siniestro de su personaje". Deja mantiene "una verdadera disciplina a la hora de contener a Gastón, para dejar que el público se enganche a él, antes de permitir su deslizamiento gradual". Deja también exageró las proporciones de Gastón para ayudar al público a creer que el personaje podía realmente enfrentarse físicamente a la bestia de frente. En cuanto a la investigación, Deja buscó inspiración en los residentes masculinos de Los Ángeles que se adoran constantemente a sí mismos, observándolos mientras se arreglan el pelo y se admiran en los espejos, y explicó: "Fue divertido observarlos y llevar algo de esa actitud a Gastón". La creación del vello del pecho del personaje, que deja al descubierto durante su interpretación de "Gastón", fue un tema muy debatido entre los animadores Deja describió las primeras versiones del vello del pecho del personaje como de diseño "peculiar" por la forma en que estaba peinado, "de dentro hacia fuera" La versión final se decidió mediante un concurso, en el que los animadores compitieron para determinar quién podía diseñar mejor el vello del pecho de Gastón. Los colores se utilizaron para indicar las emociones y afiliaciones de los personajes en la película; mientras Gastón va vestido de rojo para representar la maldad, Bella y la Bestia visten de azul para representar la bondad Tras el éxito de Gastón, Deja se ganaría una reputación como animador de villanos Disney, continuando con Jafar de Aladdín (1992) y Scar de El Rey León (1994).

## Características y temas

### Belleza interior y superficialidad
Gastón es retratado como un individuo muy narcisista, egocéntrico y superficial, motivado por unos celos extremos.Identificado como el villano de la película por Joy Boyar, del Orlando Sentinel, Gastón no es feo en apariencia, ni el público se da cuenta de que es un villano hasta aproximadamente la mitad de la película y durante "The Mob Song", un número musical que utiliza para convencer a sus fieles seguidores de que asalten el castillo de la Bestia y lo maten, aunque los rastros de su villanía se insinúan por primera vez después de que se declare a Bella. Simon Brew, de Den of Geek, atribuye la creciente villanía de Gastón a "sus celos furiosos y su inseguridad" que, en última instancia, "lo transforman en el antagonista de la historia" después de que finalmente sucumba a "las circunstancias de su vida" La villanía del personaje alcanza su punto álgido después de que intente encarcelar a Maurice, aunque su transformación dista mucho de ser completa. Además, Gastón se diferencia de los villanos de Snow White and the Seven Dwarfs (en español Blancanieves y los siete enanitos) (1937) y Sleeping Beauty (en español La bella durmiente) (1959), respectivamente, en que el personaje no sufre una horrible transformación física antes de morir. Rob Vaux, del sitio web Mania, observó que Gastón es "pequeño de mente" en comparación con otros villanos de Disney porque sus ideas tienden a parecerse a las de los matones de escuela, en particular a las de alguien cuyo ego ha sido inflado "por la gente que le rodea", en contraposición a los "grandes planes"; el personaje no tiene ningún deseo conocido de conquistar el mundo, carece de ambiciones más allá de simplemente casarse con la mujer que le atrae. El personaje carece también de poderes mágicos y de influencia política" Lauren Duca, del Huffington Post, coincide en que Gastón es "más agresivamente intolerable que horripilante".
Amado por casi todos los personajes de la película, la mayoría de los cuales lo veneran como el soltero más codiciado del pueblo, el crítico cinematográfico de Decent Films Steven D. Greydanus coincidió en que Gastón inicialmente se parece "simplemente al deportista tonto definitivo" el físico de culturista de Gastón sirve como exageración deliberada sobre "la imagen estereotipada de la belleza masculina"; El autor de The Meanings of "Beauty and the Beast": A Handbook, Jerry Griswold comparó el aspecto del personaje con los actores Sylvester Stallone y Arnold Schwarzenegger, mientras que Gene Siskel, del Chicago Tribune, lo describió como un "clon de Robert Goulet con esteroides". El autor de Tradigital Animate CC: 12 Principles of Animation in Adobe Animate, Stephen Brooks, compara las exageradas expresiones faciales de Gastón con el modo en que las personas "delatan sus mentiras cuando intentan sobrecompensar" Según Elizabeth Bell, autora de From Mouse to Mermaid: The Politics of Film, Gender, and Culture, Gastón "funciona... para contrastar con la Bestia", cuya personalidad ayuda en última instancia a hacer de la Bestia un héroe más atractivo a pesar de los propios defectos de este último personaje. Mientras que la Bestia conserva "un corazón de oro" a pesar de su horrible aspecto, Gastón presume de un exterior apuesto pero permanece "podrido por dentro"; la Bestia corre el riesgo de volverse como Gastón por dentro si no cambia su forma de ser. Gastón representa "la diferencia entre la belleza exterior y la belleza del alma", uno de los temas centrales de la película. El hecho de que la cruel naturaleza de Gastón no se refleje en su atractivo exterior "enfatiza aún más el mensaje de la película sobre la belleza interior". Una referencia visual a la apariencia "mitad hombre, mitad animal" de la Bestia, el cuerpo de Gastón se une temporalmente a la cabeza de un cerdo cuando cae en un gran charco de barro al ser rechazada su propuesta de matrimonio por Belle. En última instancia, aunque Gastón hiere mortalmente a la Bestia, sigue siendo incapaz de matar al humano que continúa prosperando dentro de él. Al final, Gastón se convierte en el monstruo que la Bestia era originalmente, y su fracaso "para transformarse en un Hombre Nuevo" finalmente resulta en su propia muerte. Al mismo tiempo, la cobardía de Gastón se demuestra por su decisión de apuñalar a la Bestia en la espalda inmediatamente después de que la criatura reformada le ofrece la opción de alejarse ileso.
Desde el principio de la película, el público espera que la obsesión de Gastón por Bella le lleve a enfrentarse a la Bestia, el amor y protector de Bella. A pesar de sus obvias diferencias, Gastón y la Bestia presentan varias similitudes, a saber, su interés compartido por Bella y la lucha culminante de Gastón con la Bestia está motivada por el hecho de que ambos personajes están enamorados de la misma persona, aunque de forma diferente, una musculatura exagerada y objetivos respectivos motivados por sus propias inseguridades. Además, ambos personajes utilizan la lealtad de Bella hacia su padre para manipularla. La escena en la que Gastón se sienta en su gran silla en la taberna del pueblo es una referencia a las similitudes entre él y la Bestia. Decorada con pieles y cuernos, la silla de Gastón se parece a la Bestia vista desde atrás. En su libro The Meanings of 'Beauty and the Beast': A Handbook, el autor Jerry Griswold observó que "dado el dramático contraste entre Gastón y la Bestia... el título de la película puede referirse en realidad a ellos solos". En su libro Beyond Adaptation: Essays on Radical Transformations of Original Works, la autora Phyllis Frus observó que la transformación sutil y totalmente no física del villano en una versión más demoníaca de sí mismo obliga al personaje a sufrir una "pérdida de humanidad", lo que al final justifica su muerte definitiva. Al final de la película, Gastón ha intercambiado esencialmente su lugar con la Bestia, esta última representada originalmente como el antagonista de la historia. Según Frus, "pocos espectadores prevén que "Gastón "termine la película gruñendo como un animal... antes de caer muerto", concluyendo que el personaje "no necesita convertirse mágicamente en una bestia al final porque, como varón, ya es "bestial"."

### Masculinidad y misoginia
La Bella y la Bestia parodia la idea de la masculinidad excesiva, un rasgo compartido tanto por Gastón como por la Bestia. Obsesionado con su propia virilidad, Gastón comparte varias opiniones asociadas con "el macho hipermasculino", ostentando muchas cualidades y creencias "tradicionalmente heroicas". Representa "todo lo que puede ir mal en el varón heterosexual", según The Meanings of "Beauty and the Beast": A Handbook del autor Jerry Griswold, Gastón es esencialmente una caricatura de la hipermasculinidad; caza con orgullo, bebe, se pelea, escupe, intimida y miente, además de ser superficial e ignorante, exudando lo que se consideran algunos de los peores rasgos masculinos. Gastón intimida y amenaza a cualquiera que se oponga a sus ideas, y asiste activamente a reuniones sociales masculinas a través de las cuales puede ejercer su estatus de "macho alfa" Extremadamente egoísta, Gastón parece enorgullecerse de ser el mejor en cualquier tarea que emprende. Stephen Hunter, de The Baltimore Sun, escribió: "en la base de la personalidad de Gastón hay algo que sólo se insinúa en los personajes estrella convencionales: una vanidad desmesurada. Está enamorado de la cara del espejo, y la patología de la vanidad masculina es una idea muy de los 90".
Gastón es el villano más machista de Disney hasta la fecha, aunque este rasgo se aborda con humor, convirtiéndolo a veces en un personaje de alivio cómico desde el principio, a diferencia de los villanos anteriores de Disney. Según Will Perkins, de Yahoo! Movies, Gastón cree que "es un regalo de Dios para las mujeres y el mundo". Considerado una personificación de la misoginia, Gastón está acostumbrado a conseguir todo lo que desea, y cree que merece casarse con Bella sólo porque es considerada la chica más guapa de su ciudad natal y, por tanto, "la mejor". Según Practicing Passion: Youth and the Quest for a Passionate Church, de Kenda Creasy Dean, el personaje "sólo entiende el amor como autorrealización, lo que le permite perpetrar la dominación, la vileza y la violencia" en su búsqueda. Greg Garrett, autor de The Gospel According to Hollywood, determinó que Gastón sirve como "recordatorio de que lo que el mundo ama no merece ser emulado". Decidido a conquistar a Bella como esposa trofeo, Gastón nunca la consigue; el ego del personaje se ve gravemente herido cuando su visión de una vida provinciana se ve amenazada por el rechazo de Bella, lo que no hace sino aumentar su determinación de casarse con ella cueste lo que cueste, y hacer aflorar por primera vez sus inseguridades Gastón no comprende la pasión de Bella por la lectura. Gastón utiliza eficazmente su encanto, su buena apariencia y una imagen inventada de la Bestia para reunir a todo el pueblo en contra de su oponente, demostrando su habilidad para convencer a los demás de que es un caballero a pesar de que en realidad nunca ha mostrado preocupación por nadie más que por sí mismo; sólo Bella permanece imperturbable ante la fachada de Gastón y descubre su verdadera naturaleza, resaltando aún más la fuerza e independencia de la heroína. Opuesto a la idea de que las mujeres lean, Gastón cree que podrá "curar" a Bella de su sed de intelecto después de casarse con ella, aunque al mismo tiempo estas mismas pasiones parecen aumentar su interés por ella. La película se asegura de que las opiniones de Gastón sobre las mujeres sean vistas como poco más que "groserías"; Woolverton quería que Gastón enseñara a los chicos jóvenes "cómo no tratar a las mujeres".
Como líder fuerte, Gastón es capaz de convencer a un gran número de seguidores para que hagan lo que él ordena y desencadenar la conformidad y el fanatismo en los demás, aunque sigue siendo incapaz de poner en práctica tales ideas por sí mismo. Richard Corliss de Time observó que el "fanatismo del personaje, por querer casarse con Bella porque es la chica más guapa del pueblo. ...se convierte en malevolencia cuando envía al excéntrico padre de Bella a un manicomio y conduce a los ignorantes habitantes del pueblo a una cruzada de antorchas y horcas", que se ha comparado con escenas de la película de terror Frankenstein (1931). Brett Seegmiller, de Medium, comparó las dotes de liderazgo de Gastón con las del político alemán Adolf Hitler porque combina "una llamada a la acción con la orden de seguirle... después de que nos haya abierto el apetito por algo de acción" Además, el autor Jerry Griswold escribió en su libro The Meanings of "Beauty and the Beast": A Handbook que la hipermasculinidad de Gastón potencialmente "equivale a una resistencia a su propia homosexualidad" (después de todo, está enamorado de sí mismo), comparándolo con el vecino homófobo de Lester Burnham en la película American Beauty (1999). Jugando con los roles de género, la masculinidad de Gastón se representa como ridícula, mientras que Bella se siente atraída por la "suave vulnerabilidad" de la Bestia. El hecho de que la Bestia regale a Bella una biblioteca acentúa aún más las diferencias entre los dos personajes masculinos, ya que Gastón desaprueba la lectura, acusando a esta actividad de dar ideas a las mujeres y permitirles pensar por sí mismas, en contraposición a tener hijos únicamente. En última instancia, Gastón y la Bestia encarnan la masculinidad mala y buena, respectivamente; los personajes se utilizan "para enfrentar al hombre sensible de la Nueva Era con el hombre macho", según el autor de Ways of Being Male: Representing Masculinities in Children's Literature, John Stephens.

## Apariciones

### Representación animada
Gastón debutó en La Bella y la Bestia como un arrogante cazador decidido a casarse con Bella, a la que considera la mujer más bella del pueblo. Sin embargo, ella rechaza su proposición cuando él organiza una fiesta de boda sin que ella lo sepa. Bella es la única del pueblo a la que Gastón le cae realmente mal por la persona que es en su interior. Totalmente humillado, se enfurruña, pero cuando su padre Maurice aparece diciendo que ella ha sido capturada por una horrible Bestia, se le ocurre la idea de internarlo en un manicomio, a menos que Bella acepte casarse con él. Su plan de chantaje fracasa cuando Bella le demuestra que la Bestia existe y le dice que es su amigo y que es mejor persona que Gastón. Gastón se pone celoso, enloquece y decide reunir a un grupo de aldeanos para matar a la Bestia, jugando con sus temores de que la Bestia pueda causar estragos en su pueblo. En la pelea que sigue, dispara a la Bestia con una flecha y le golpea, burlándose de su aspecto y negándose a creer que Bella no vaya a casarse con él. La Bestia no tiene ganas de luchar hasta que ve que Bella ha vuelto a por él, momento en el que domina fácilmente a Gastón y se propone matarlo. Sin embargo, cuando Gastón suplica por su vida, la Bestia decide ser el mejor hombre y tener piedad, y sube de nuevo hasta Bella. Ingrato e impenitente, Gastón apuñala a la Bestia por la espalda cuando le ve abrazando a Bella, pero pierde el equilibrio cuando la Bestia le lanza el brazo hacia atrás; en consecuencia, Gastón cae hacia su muerte.
Gastón ha aparecido en la serie de televisión House of Mouse, con la voz de White. Hace apariciones esporádicas, sobre todo actuando como un papel cómico, siempre diciendo "¡Nadie (insertar acción) como Gastón!" mientras camina, interrumpiendo groseramente las conversaciones de la gente y esta frase es frecuentemente utilizada como rip-off por otros personajes.
Gastón aparece como antagonista principal en el especial animado de Lego, Lego Disney Princess: The Castle Quest, estrenado en Disney+ el 18 de agosto de 2023.

### Representaciones de acción real

#### La Bella y la Bestia (2017)

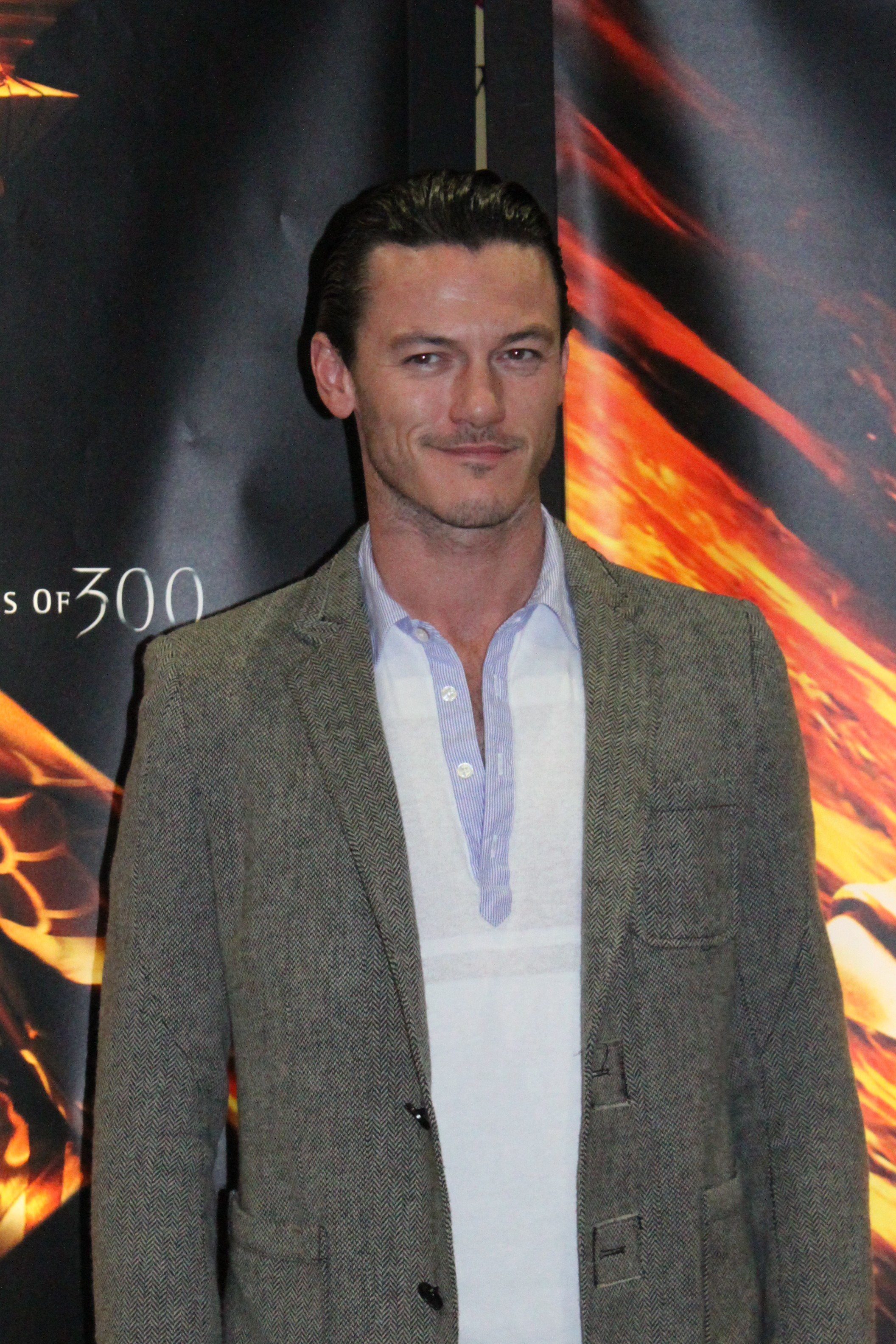
Luke Evans

Gastón aparece en el remake de acción real de 2017, interpretado por Luke Evans. En una entrevista con Empire, Evans dijo que Gastón conservaría su pasado de cazador, pero que también sería un antiguo soldado del Ejército Real Francés. También dio a entender que esta versión de Gastón es más oscura que la original. En la película, Gastón interpreta el mismo papel que en la película de animación, aunque con algunas diferencias. Gastón, capitán de la caballería ligera, es un héroe para el pueblo, pero está aburrido de su apacible vida tras regresar de la guerra. Gastón persigue a Bella, decidido a casarse con ella, ya que es la chica más guapa del pueblo y, por tanto, la única lo bastante buena para él. Además, considera que su independencia es un reto apasionante y desprecia a las Bimbettes, que no paran de adularle sólo por su aspecto. Cuando el director y Clothilde sorprenden a Bella enseñando a leer a una niña, incitan a algunos aldeanos a destruir el invento de lavandería que ella ha hecho y del que LeFou informa a Gastón. Gastón interrumpe la actividad mientras Pére Robert ayuda a Bella a recoger su colada. Sin saber cómo empezó esta transacción hacia Bella, Gastón regaña a los aldeanos por comportarse así y les ordena que vuelvan a casa inmediatamente. En un momento dado, Gastón menciona en una discusión con Bella que al principio no le caía bien al director. La aborda en su casa, ofreciéndole sutilmente su mano para cuando Maurice muera, pero ella lo rechaza. Gastón se enfurruña en la taberna hasta que LeFou le anima con una canción. Maurice aparece y afirma que Bella ha sido encarcelada por la Bestia. Gastón no cree en la Bestia, pero se ofrece a ayudar a Maurice para averiguar adónde ha ido Bella.
Por desgracia, el camino al castillo está bloqueado y Gastón pierde los nervios con Maurice, revelando que es violento, brusco y exigente. LeFou intenta calmarle, pero es demasiado tarde; su verdadera naturaleza se revela y Maurice le dice a Gastón que nunca le dejará casarse con Bella, así que Gastón le ata a un árbol, abandonándole a los lobos. Espera que al hacer esto, obligue a Bella a casarse con él, ya que le dice a LeFou que después de que Maurice muera no habrá nadie que cuide de Bella excepto él. Más tarde, Maurice acusa a Gastón de su crimen, pero Gastón engaña al pueblo haciéndole creer que Maurice está loco y arregla que lo encierren en el manicomio. En privado le ofrece ponerle fin si le deja casarse con Bella, pero Maurice sigue negándose. Cuando Bella aparece y demuestra la existencia de la Bestia con un espejo mágico, los celos de Gastón le llevan a reunir al pueblo para asaltar el castillo y matar a la Bestia, pero no sin antes ordenar a Tom, Dick y Stanley que encierren a Bella junto a su padre para evitar que avise a la Bestia. Se enfrenta solo a la Bestia y le dispara por la espalda, alegando que Bella le ha enviado. Sin embargo, Bella aparece y la Bestia se defiende, sujetando a Gastón por un abismo; Gastón suplica clemencia y es perdonado. En lugar de marcharse, Gastón se sube a un puente de piedra cercano y vuelve a disparar a la Bestia, dos veces, esta vez mortalmente. Como consecuencia del desvanecimiento de la Bestia, el castillo empieza a desmoronarse y el puente en el que se encuentra Gastón se rompe en pedazos, cayendo al agua. A diferencia de la película de animación, la muerte de Gastón aparece en pantalla.
Evans iba a volver a interpretar su papel en una serie derivada/precuela de La Bella y la Bestia para Disney+, pero se pospuso indefinidamente debido a problemas creativos y de agenda. Luke Evans acabaría interpretando a un segundo villano de Disney en una "reimaginación de acción real", El cochero de Pinocho.

#### Otras apariciones
Gastón aparece en el episodio "Lo que hay dentro cuenta" de Cántame un cuento con Bella, interpretado por Wolf Bauer.
Una versión de acción real de Gastón aparece en dos episodios de la serie de televisión de fantasía Érase una vez, en la que primero es interpretado por Sage Brocklebank y más tarde por Wes Brown. La primera vez fue en la primera temporada, en la que era el prometido de Bella e intentaba salvarla de Rumplestiltskin, pero se transfiguraba en una rosa. La segunda vez fue en la quinta temporada, cuando se hizo amigo de Bella. En comparación con la película original, se le representó de una manera más ligera, dando a entender que su amor por Bella era sincero.

### Producciones teatrales

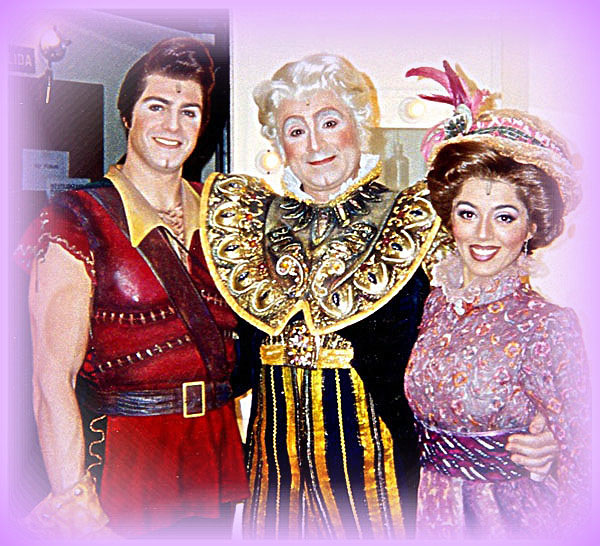
El actor español Lisardo (izquierda) como Gastón

Gastón aparece en la adaptación musical de Broadway de La Bella y la Bestia, que se estrenó en el Palace Theatre el 18 de abril de 1994. El papel fue interpretado por el actor Burke Moses, nominado al Drama Desk Award y ganador del Theatre World Award. Además de las canciones "Bella", "Gastón" y "The Mob Song" (que pertenecen a la película de Disney), Gastón interpreta "Yo" (en la que se declara egoístamente a Bella), "Gastón (repetición)" (que se amplió para que Gastón y Lefou cantaran sobre su malvado plan, en el que Gastón también admite que "no sentirá el menor remordimiento" mientras funcione) y "Maison de Lunes" (en la que recluta al dueño del manicomio para que internen a Maurice).
En la producción teatral de la película en Melbourne, fue interpretado por Hugh Jackman Entre los actores que han interpretado el papel en Broadway se encuentran Burke Moses, Marc Kudisch, Christopher Sieber y Donny Osmond Entre los actores que han interpretado el papel en el West End y en la gira británica se encuentran Burke Moses, Stephen Matthews, Tom Senior y Earl Carpenter.

### Representaciones literarias
Gastón aparece en el serial de Marvel Comics de La Bella y la Bestia, que tiene lugar durante la estancia de Bella en el castillo. Por lo general, sirve de alivio cómico y es el "protagonista" de las historias B del pueblo, en las que intenta idear algún plan para que Bella se case con él, pero las trillizas interfieren y sabotean sus planes para que se centre en ellas y no en Bella.
También aparece en un papel ampliado en el libro de 2014 de Serena Valentino The Beast Within: A Tale Of Beauty's Prince, que tiene lugar antes del comienzo de la película original. En la novela, Gastón y la Bestia aparecen como amigos de la infancia, y la maldición borra el recuerdo que Gastón tiene del príncipe. Gastón también aparece en el libro de 2016 As Old as Time: A Twisted Tale, que supone una versión alternativa de la historia de la película. Tiene un breve cameo en el cuarto libro de Kingdom Keepers, en el que, junto con el Príncipe Juan y el Rey Cornudo, está presente con los Vigilantes en la Isla Tom Sawyer. También se le dedicó una sección en el tongue-in-cheek libro Villain Files, junto a otros villanos de Disney, en la que se da a entender que conoció a Bella durante una práctica de tiro con arco.
En La Isla de los Perdidos, la novela precuela de Descendants, tiene dos hijos gemelos llamados Gastón Jr. y Gastón Tercero, a los que evidentemente les puso su nombre debido a su egolatría, y quienes también comparten en cierta medida la egolatría de su padre. Gil, su hijo menor, aparece en las películas Descendants 2 y Descendants 3, quien es comparativamente más amable que su padre y sus hermanos.

### Representaciones en videojuegos
Aparece en las adaptaciones a videojuego de 1993 Beauty & The Beast: Belle's Quest y Beauty & The Beast: Roar of the Beast. Aunque actuó como antagonista principal en ambos juegos, también actuó como personaje aliado en el primero, utilizando su fuerza para ayudar en una tarea al principio del juego. En el videojuego Disney Princess (Princesas Disney), actúa como el principal antagonista del capítulo de Bella. Al igual que en la película, intenta persuadir a los aldeanos para que ataquen el castillo. Esta vez, sin embargo, simplemente intenta convencer a los aldeanos de que el castillo es malvado y tiene magia negra, y por tanto debe ser destruido, y para ello intenta secuestrar a la señora Potts, Chip, Cogsworth y Lumiere como prueba. Sin embargo, Bella fue más lista que él.
También tuvo una mención en Kinect: Disneyland Adventures, y también apareció brevemente como disfraz del villano Mizrabel en Epic Mickey: Power of Illusion (Epic Mickey: Mundo Misterioso). Gastón también aparece como personaje no jugable en el videojuego Kingdom Hearts y en el videojuego Kingdom Hearts χ como antagonista que controla un ejército de Sincorazón. Gastón es un personaje jugable para desbloquear durante un tiempo limitado en Disney Magic Kingdoms. Una versión alternativa de Gastón aparece como personaje jugable en el videojuego Disney Mirrorverse. Es un corredor desbloqueable en Disney Speedstorm.

## Recepción y legado
Gastón ha recibido críticas generalmente favorables por parte de la crítica cinematográfica Simon Brew, de Den of Geek, se mostró muy receptivo hacia el personaje: "Gracias a una mezcla de humor, un desarrollo creíble del personaje, una motivación convincente y el excelente trabajo de voz de Richard White (que demuestra que no hace falta una gran estrella de cine para ponerle voz), es un antagonista totalmente convincente y muy interesante" En Entertainment Weekly, Owen Gleiberman elogió a Gastón como "un personaje maravilloso", mientras que The Daily Beast alabó al personaje como "un villano triunfalmente divertido". Janet Maslin, del The New York Times, describió la "fatuidad" de Gastón como "bien transmitida" y alabó la interpretación de White, escribiendo que el actor "hace maravillas dando vida a... Gastón". En su artículo para IndieWire, Drew Taylor considera que el hecho de que Gastón sea "un canalla fornido" en lugar de una bruja o una criatura horrenda contribuye a hacer de la película "una experiencia totalmente única" En su crítica de la película 25 años después de su estreno original en cines, Matt Brunson, de Creative Loafing, admite que "nunca se cansa de ver al grosero Gastón" John Hartl, de The Seattle Times, califica a White de "divertidísimo" como Gastón.
Sin embargo, las opiniones de la crítica sobre Gastón han sido más bien mediocres en comparación con las de otros villanos de Disney más aclamados; los críticos suelen preferir a Scar, Maléfica y Jafar.Aunque calificó la caracterización de Gastón de "uno de los toques más inteligentes de la película", Stephen Hunter, de The Baltimore Sun, opinó al mismo tiempo que el personaje carece del carisma de algunas de las primeras villanas de Disney, a saber, la Reina Malvada y Cruella de Vil, de Blancanieves y los siete enanitos (1937) y Ciento un dálmatas (1964), respectivamente. Richard Corliss, de Time, calificó a Gastón de "galán demasiado guapo" y de "Dudley Do-Right que sale mal" Hal Hinson, de The Washington Post, opinó que Gastón era "prepotente" porque "todo en él es cómicamente exagerado y satirizado hasta el punto de que sientes como si la hendidura de su barbilla pudiera tragarte entero". En su libro From Mouse to Mermaid: The Politics of Film, Gender, and Culture, la autora Elizabeth Bell calificó a Gastón de "cerdo chovinista, del tipo que convertiría a las mujeres de cualquier programa de entrevistas en bestias". Del mismo modo, el autor de The Media and the Models of Masculinity, Mark Moss, acusó al personaje de proferir "las tonterías más anacrónicas que se han oído en la pantalla en bastante tiempo". El sitio web JoBlo, calificó a Gastón de "villano inferior" y escribió: "Aunque la interpretación de White es estupenda, el personaje en sí es, en última instancia, básico y soso" Jaime N. Christley, de Slant Magazine, tachó al personaje de infantil y de poco más que la película "reduce cada aspecto de su material original al nivel que entendería un niño de guardería". El crítico de cine Roger Ebert describió a Gastón como demasiado "insufrible", ya que "degenera... de cerdo machista a monstruo sádico", pero al mismo tiempo citó a White entre el "talentoso reparto" de la película.
Gastón es considerado uno de los villanos "clásicos" de Disney, así como uno de los más famosos del estudio Antes del debut de Gastón, prácticamente todos los villanos de Disney anteriores a él habían tenido un aspecto poco atractivo; el escritor de Den of Geek Simon Brew responsabiliza a Gastón de cambiar la reputación de los futuros villanos de Disney La villanía del personaje tiende a resonar en el público más que las de otros villanos de Disney porque los fanes a menudo pueden identificar a alguien similar a él en la vida real. Brett Seegmiller, colaborador de Medium, cree firmemente que "Gastón es uno de los mejores villanos del canon Disney" porque el público le respeta y le teme a la vez, además de ser el mejor líder en su opinión. MTV coronó a Gastón como "el villano más inteligente de Disney", mientras que Thomas S. Hischak, autor de Musicals in Film: A Guide to the Genre, lo apodó "uno de los villanos humanos más diabólicos de Disney" Mary Grace Garis, de Bustle, coronó al personaje como el "villano Disney más aterrador de todos" y elogió la representación de Gastón como villano misógino: "Porque Gastón es la encarnación andante del patriarcado en su versión más cómicamente agresiva, cualquiera... desde un niño de 3 años hasta una persona de 23 puede mirarlo y decir: 'ÉSE'. "Ese es el enemigo", y Gastón es más fácil de identificar con él que con otros villanos de Disney porque carece de "poder mágico o influencia política" y es "el típico macho alfa que hace mansplaining (intenta darte explicaciones) cuando tú sólo intentas vivir tu vida".
Gastón aparece con frecuencia entre los diez mejores villanos de Disney en las clasificaciones organizadas por diversos medios de comunicación; sin embargo, suele situarse más cerca de la mitad de estas clasificaciones y rara vez ocupa el primer puesto E! clasificó al personaje como el sexto mejor villano de Disney. TVOvermind también clasificó a Gastón en sexto lugar a pesar de su falta de poderes mágicos "debido a su abrumadora gilipollez" cuya "intolerancia general lo convierte en un villano estupendo". En la "Clasificación definitiva de los 25 villanos clásicos de Disney" de The Huffington Post, Gastón aparecía en el puesto número ocho, mientras que el sitio web About, situaba al personaje en el noveno puesto de una lista similar. Yahoo! Movies incluyó a Gastón en el número 11 de su clasificación de "los 12 villanos más famosos de Disney de peor a mejor", otorgándole "puntos no sólo por ser un gran imbécil, sino también por intentar chantajear a Bella para que se case con él... y por liderar una turba para matar a Bestia". "Según el Orlando Sentinel, Gastón es el duodécimo mayor villano de Disney, mientras que en la lista de Babble "The Top 15 Disney Villains Ranked from Bad to Worst", que clasificaba a los personajes en función de su terror, Gastón ocupaba el décimo lugar. La CNN coincidió en que Gastón es uno de los "villanos más aterradores de Disney", escribiendo: "Lo único peor que un tipo engreído y exigente que no entiende una indirecta es un tipo engreído y exigente que organiza una turba para matar a tu novio", concluyendo: "Puede que su aspecto no diera miedo, pero obviamente era la verdadera bestia de la película". "El colaborador de Collider Matt Goldberg, que lo incluyó entre los "9 villanos animados más malvados", elogió a Gastón como "una deliciosa caricatura de un deportista idiota". En tono burlón, Beamly considera a Gastón uno de los "8 villanos de Disney que son mejores que los héroes" por llamar su atención a pesar de ser un personaje "horrible y sexista" Moviefone fue menos receptivo con el personaje, clasificándolo en el puesto 25 de 30 en su lista de los "Mejores villanos de Disney de todos los tiempos" Oh My Disney clasificó la frase de Gastón "La chica más guapa del pueblo, ¡eso la convierte en la mejor! ¿Y no merezco yo lo mejor?" como la novena frase más siniestra pronunciada por un villano de Disney.